# Tarcisio Fabris
Tarcisio Fabris (Basiliano, 1º marzo 1931 – Milano, 8 settembre 2015) è stato un calciatore, allenatore di calcio e ferroviere italiano.
Ha allenato per cinquant'anni i bambini per diverse società sportive di Milano (Pomense, Sannio, Accademia Servatese, Accademia San Leonardo, Garibaldina, Masseroni) l'ultima delle quali è stata l'ASD OSG 2001 di Via Dupré.
Nel 2011 è stato insignito dell'Ambrogino d'oro, la più alta onorificenza pubblica milanese, con la seguente motivazione:
"Allenatore di calcio da mezzo secolo, il "vecio" insegna pallone sotto il Ponte della Ghisolfa nella storica zona del Mac Mahon. La sua visione umana dello sport offre a tutti i ragazzi la possibilità di crescita umana sociale e relazionale. Punti cardine del suo insegnamento sono la capacità di vivere in gruppo, la tolleranza, l'accoglienza dei più sfortunati e il primato della dignità della persona umana."

## Biografia
Tarcisio Fabris, all'anagrafe Narcisio per un errore di trascrizione, nasce a Basiliano in provincia di Udine, decimo figlio di Eugenio e di Rosa Mattiussi, nella famiglia detta Bondanse.
Eugenio lavorava presso il macello di Basiliano per la numerosa famiglia, composta da dodici figli, che aveva molte difficoltà nel sostentamento quotidiano. Il giovane Tarcisio cominciò a lavorare come barbiere e a giocare a calcio nella locale squadra dell'ACC Basiliano dove giocava nel ruolo di stopper, contribuendo alla qualificazione della squadra nella categoria Promozione nella stagione 1953-1954.
L'anno dopo si trasferì all'Enna (in IV Serie) e la stagione successiva passò in prova al Saronno.
A ventisette anni fu chiamato a Milano per un lavoro stabile in ferrovia come addetto agli scambi a Porta Garibaldi e così fu costretto ad abbandonare la carriera calcistica. La passione per il calcio lo portò in breve ad intraprendere l'attività di allenatore di bambini, attività che ha ininterrottamente condotto per oltre cinquant'anni presso varie società sportive milanesi.
È stato sposato con Lucilia, anche lei friulana, dalla quale ha avuto tre figli: Eugenio, Ezio e Pia.
L'attività presso l'OSG 2001, Associazione Sportiva Dilettantistica dell'Oratorio San Gaetano di Milano, ha fatto emergere e conoscere, oltre alla competenza e preparazione tecnica in ambito calcistico, quelle doti umane e quei principi che l'hanno fatto diventare un vero e proprio punto di riferimento per bambini e genitori nella zona del Ponte della Ghisolfa.
La scuola calcio divenne via via sempre più numerosa e la fama di Fabris giunse fino al Corriere della Sera, che gli dedicò un articolo sulle pagine milanesi.

## La morte
L'8 settembre 2015, dopo una breve malattia, è morto a Milano. Ha espresso la volontà di essere sepolto con la sua tuta da allenatore.
Nella seduta del 12 ottobre 2015 il Consiglio Comunale di Milano ha commemorato Tarcisio Fabris, alla presenza della moglie e dei figli, osservando un minuto di silenzio alla sua memoria (Estratto della seduta del Consiglio Comunale di Milano del 12 ottobre 2015).
Il 16 gennaio 2016 si è svolta la cerimonia ufficiale per l'intitolazione del campo di calcio di via Dupré, di proprietà del Comune, a Tarcisio Fabris nel corso della quale, alla presenza del Presidente del Consiglio comunale Basilio Rizzo, è stata scoperta una targa in marmo in suo onore.